# علم صناعة الآلات

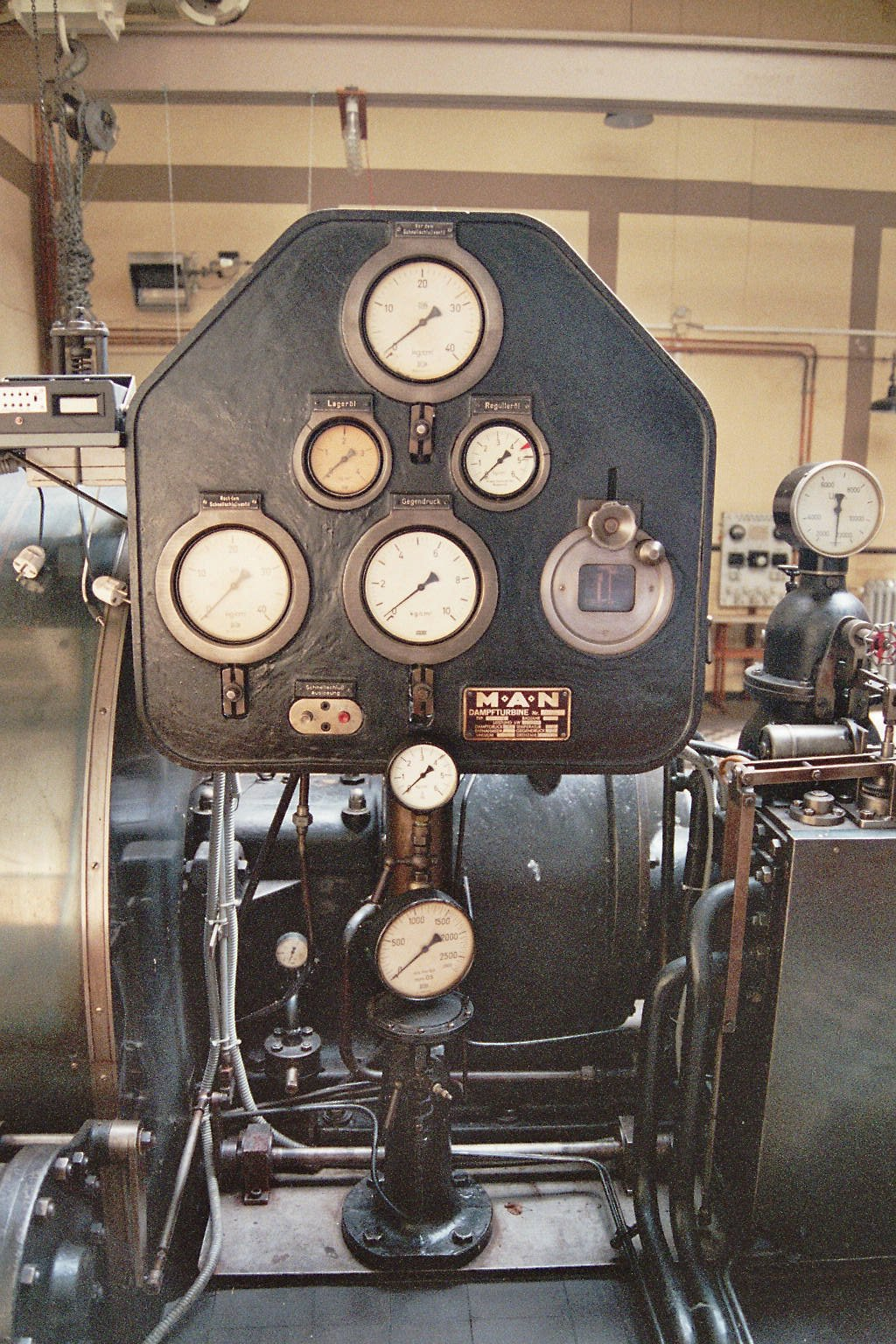
وبعد السيطرة على توربينات بخارية.

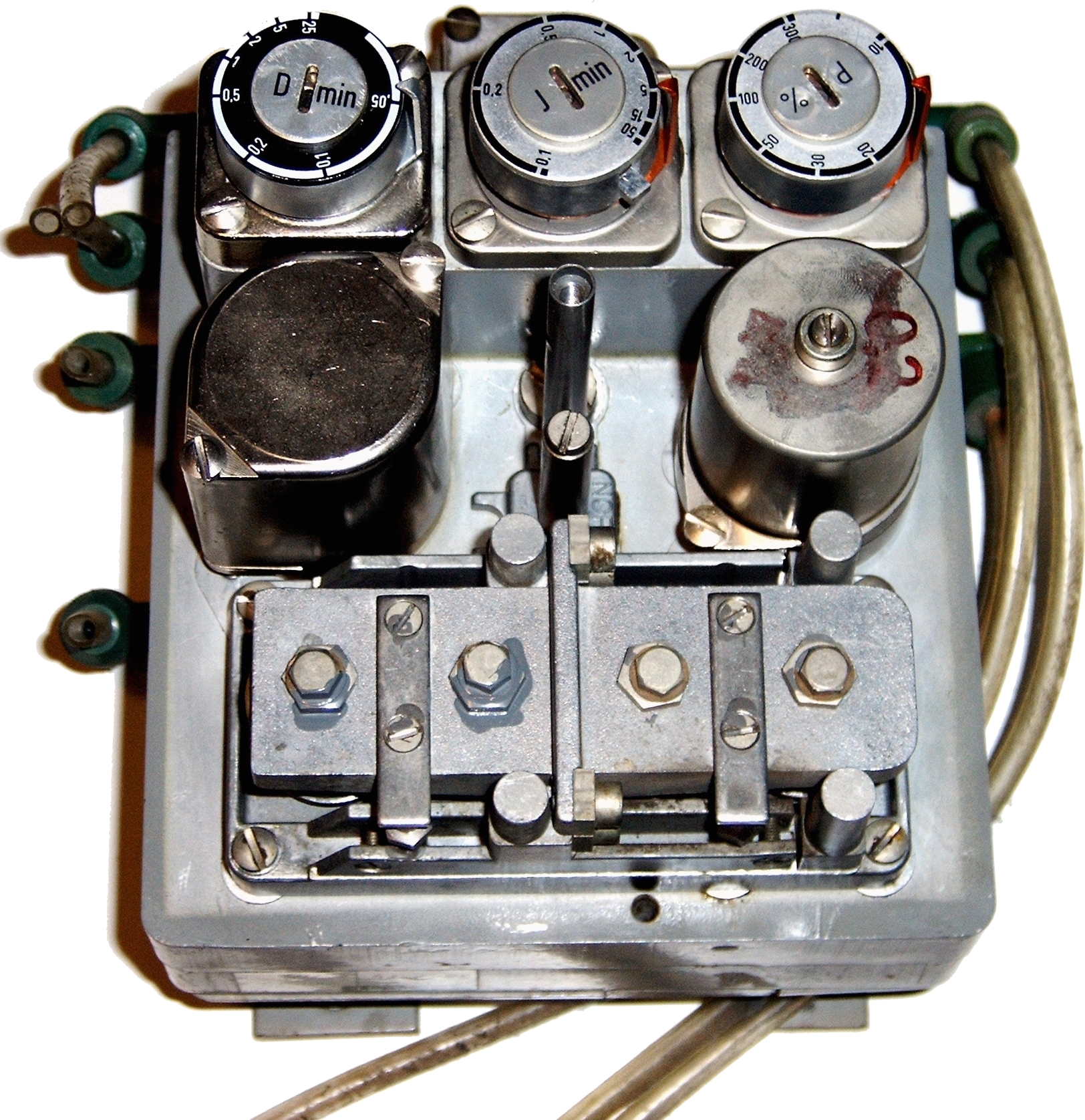
المتحكم في معرف المنتج الذي يعمل بالهواء المضغوط.

علم صناعة الآلات هو فرع من فروع الهندسة التي تتعامل مع القياس والتحكم.
الآلة هي جهاز يعالج المتغيرات مثل التدفق ، ودرجة الحرارة والمستوى ،و الضغط. الآلات تشمل العديد من النماذج المتنوعة التي يمكن أن تكون بسيطة مثل الصمامات وأجهزة الإرسال أومعقدة مثل المحللات. الآلات كثيرا ما تشمل أنظمة التحكم في العمليات المختلفة. السيطرة على العمليات هي واحدة من الفروع الرئيسية لتطبيق الآلية
وتشمل أجهزة التحكم مثل أجهزة الملف اللولبي ، الصمام
القواطع، المحركات . هذه الأجهزة قادرة على تغيير برمترات الميدان ، و
توفير قدرات التحكم عن بعد أو التحكم الآلي. وتستخدم الالات في خدمة المجتمع والعالم.
المرسلات هي الأجهزة التي تنتج إشارة تناظرية ، عادة في شكل 4-20 مللي أمبير إشارة التيار الكهربائي ، على الرغم من العديد من الخيارات الأخرى باستخدام التيار الكهربائي ، تردد ، أو الضغط الممكنة. وهذه يمكن أن تكون إشارة تستخدم للسيطرة على غيرها من الآلات مباشرة ، أو يمكن إرسالها مثلاً إلى المجلس التشريعي الفلسطيني ، دائرة الخدمة المدنية ، نظامسكادا ، أو أي نوع آخر من التحكم بالحاسوب ، حيث يمكن أن يفسر إلى قيم قابلة للقراءة وتستخدم للسيطرة على الأجهزة والعمليات الأخرى في النظام.
الآلية تلعب دورا هاما في كل من جمع المعلومات من الميدان وتغيير
معلمات الميدان ، وعلى هذا النحو هي جزء أساسي من حلقة السيطرة .
اسم الطالبة : منيرة الشمري.

## القياس
يمكن أن تكون الأجهزة المستخدمة لقياس بارامترات مجال معين (القيم المادية) :
هذه القيم المقاسة تشمل :
- الضغط ، إما التفاضلي أو ثابت
- التدفق
- درجة الحرارة
- المستوى -- مستوى القياس
- الكثافة
- اللزوجة
- الإشعاع
- التيار
- الجهد
- الحث
- مواسعة
- التردد
- المقاومة
- الإتصال الكهربي
- التركيب الكيميائي
- الخصائص الكيميائية
- مختلف الخصائص الفيزيائية

## التحكم

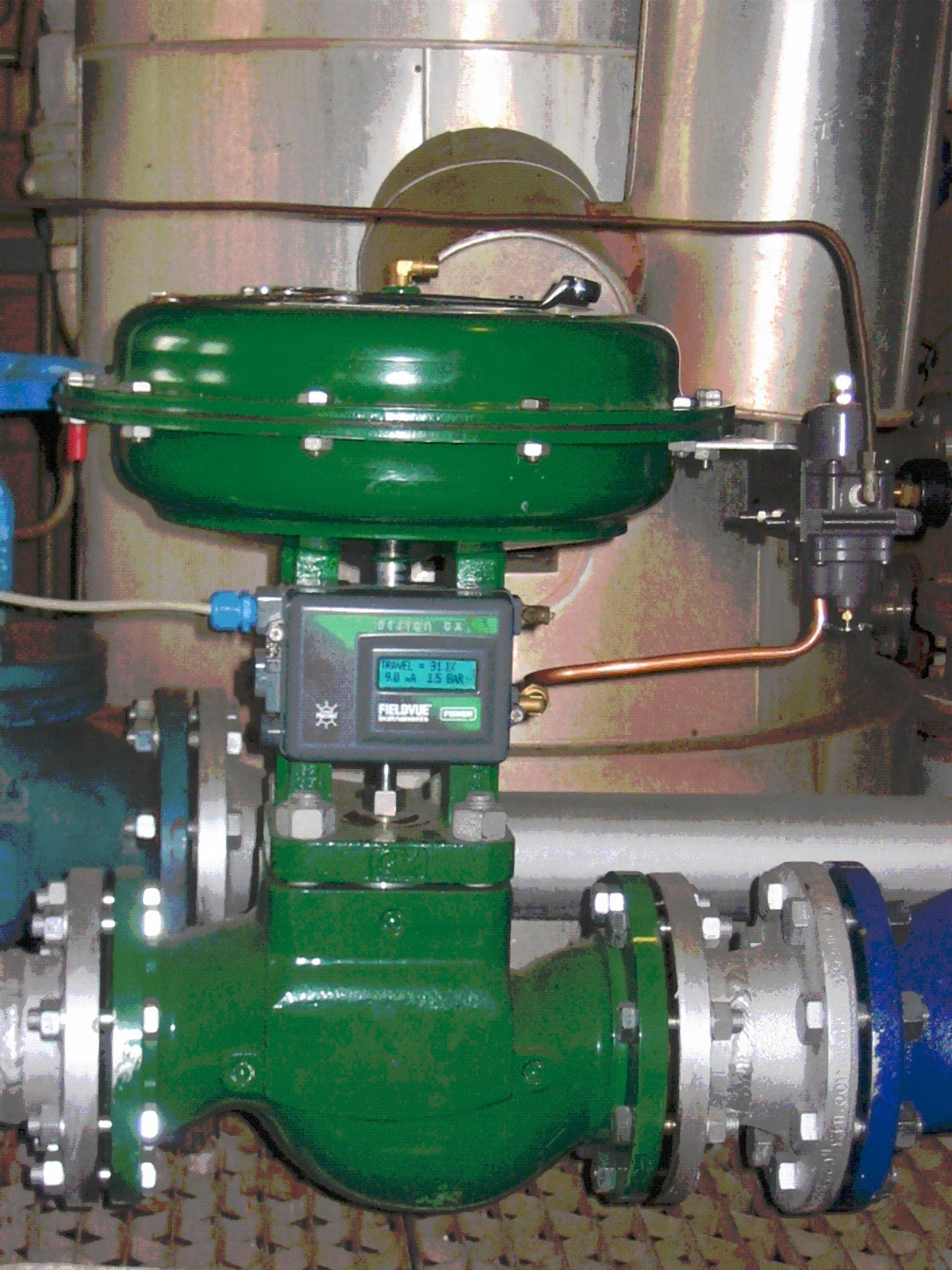
Control valve.

بالإضافة إلى قياس بارامترات الميدان ،فالأجهزة مسؤولة أيضا عن توفير القدرة على تعديل بعض المعلمات الحقل.
بعض الأمثلة على ذلك فيما يلي :
| الجهاز        | بارمتر الحقل            |
| ------------- | ----------------------- |
| صمام          | التدفق ، الضغط          |
| التتابع       | الجهد ، التيار الكهربي  |
| الملف اللولبي | المكان المادي ، المستوي |
| القواطع       | الجهد ، التيار الكهربي  |

## أدوات هندسية
الأدوات الهندسية هو الاختصاص الهندسي الذي ركز على جوهر و طريقة تشغيل أجهزة القياس التي تستخدم في تصميم وتشكيل الأنظمة الآلية في المجالات الكهربائية والهوائية (الغازية) الخ.
وهم عادة ما يعملون مع الصناعات ذات العملياتالمميكنة ، مثل المواد الكيميائية أو مصانع الصناعات التحويلية ، مع هدف تحسين نظام الإنتاجية والاعتمادية والسلامة ، والتحسين والاستقرار.
للسيطرة على المعلمات في العملية أو في نظام معين للمعالجات الدقيقة نستخدم التحكم الجزئي، الشركات المحدودة العامة(PLCs) وخلافه، ولكن هدفها النهائي هو السيطرة على معالم هذا النظام.

## آلية التكنولوجيين والميكانيكيين
التكنولوجيين والفنيين والميكانيكيين في صناعة الآلات متخصصين في استكشاف وتصليح وصيانة الأجهزة ونظم الآلات. هذه التجارة متعلقة بشدة بالكهربائيين ومهندسي الكهرباء ، والشركات الهندسية ، يمكن للمرء أن يجد نفسه / نفسها في حالات عمل متنوعة للغاية . وكثيراً ما نستخدم مصطلح «فني ميكانيكا» لوصف الناس في هذا المجال ، بغض النظر عن أي تخصص.

## روابط إضافية
- جمعية الأجهزة الأمريكية ، انظر جمعية صناعة الآلات الأمريكية لمزيد من المعلومات.
- أجهزة القياس والتحكم نسخة محفوظة 12 مارس 2009 على موقع واي باك مشين.

أدوات الهندسة